# Hồng Thái (Bắc Giang)
Hồng Thái is een xã in huyện Việt Yên, een district in de Vietnamese provincie Bắc Giang.
Een belangrijke verkeersader is de Quốc lộ 1A.